# Men Bras
Der Menhir Men Bras (deutsch „der große Stein“ – auch Men Braz, Menhir dit Braz oder Menhir de Braz genannt) steht im Forêt de Camors (Wald) zwischen Lambal und Camors, bei Lorient im Département Morbihan in der Bretagne in Frankreich.
Der „große Stein“ der „Menhire de l’Étoile“ ist etwa 3,8 Meter hoch und läuft spitz zu. Daneben liegt ein gefallener Menhir, der noch größer ist.
Der 1,7 m hohe Men Bihan (deutsch „der kleine Stein“) steht etwa 520 m südwestlich.
Die Steine sind seit 1934 als Monument historique eingestuft.
In der Nähe liegen die Allées couvertes de l’Etoile und Men Braz.